# Луцій Антістій Рустік
Луцій Антістій Рустік (лат. Lucius Antistius Rusticus; ? — 93 або 94) — політичний та військовий діяч Римської імперії, консул-суффект 90 року.

## Життєпис
Походив з роду Антістіїв з провінції Бетіка, з родини римських колоністів. Про батьків немає відомостей. Ймовірно прибув до Риму ще за часів Клавдія, коли у Римі збільшувалося кількість впливових громадян з провінцій. За імператора Нерона Рустік став сенатором.
З 79 до 81 року очолював VIII Августів легіон, який тоді розміщував на Рейнському кордоні. Протягом 83-84 років як проконсул керував рідною провінцією Бетіка. У 90 році став консулом-суффектом разом з Луцієм Юлієм Урсом Сервіаном. У 91—92 роках був імператорським легатом у провінції Кападокія — Галатія. Невдовзі після повернення до Риму сконав.